# Stéphane Rideau
Stéphane Rideau (ur. 25 lipca 1976 w Agen) – francuski aktor filmowy.

## Życiorys
Urodził się w Agen, w regionie Akwitania, w departamencie Lot i Garonna. Chociaż zamierzał kontynuować karierę w sporcie, w 1992 roku został dostrzeżony przez reżysera André Téchiné podczas jednego z meczów w rugby.
Mając siedemnaście lat zagrał swoją debiutancką rolę Serge Bartolo w jego filmie Dzikie trzciny (Les Roseaux Sauvages, 1994), za którą był nominowany do nagrody Cezara jako najbardziej obiecujący aktor.
W melodramacie Prawie nic (Presque rien, 2000) wcielił się w postać nastoletniego geja. W dramacie Gaëla Morela Klan (Le Clan, 2004) wystąpił w roli kochającego brata, który wraz ze swoimi dwoma braćmi mocno przeżywa śmierć matki i musi radzić sobie z życiem mieszkając wspólnie z bezradnym ojcem. W dramacie Gaëla Morela Nasz skrawek nieba (2011) z Béatrice Dalle zagrał starzejącego się paryskiego hustlera.
Żyje w konkubinacie z Célią, mają córkę Evę.

## Filmografia
- 1994: Dzikie trzciny (Les Roseaux Sauvages) jako Serge
- 1994: Wszyscy młodzi w ich wieku jako Serge
- 1996: Pełnym gazem (A toute vitesse) jako Jimmy
- 1997: W krzywym zwierciadle wyobraźni (Mauvais genre) jako policjant
- 1997: Un homme en colère jako Mathieu
- 1998: Sitcom jako David
- 1998: Beaucoup trop loin
- 1998: Ça ne se refuse pas jako Zabójca
- 1999: Premières neiges jako Éric
- 1999: Les Passagers jako Marco
- 2000: Presque rien jako Cédric
- 2001: Lokarri jako Imanol
- 2001: Daleko (Loin) jako Serge
- 2002: La Merveilleuse odyssée de l’idiot Toboggan
- 2002: Les Pygmées de Carlo jako Olivier
- 2003: Le Ventre de Juliette jako Mathias
- 2004: Prezent Anny (Le Cadeau d’lena) jako Antoine
- 2004: Le Clan (Le Clan) jako Christophe
- 2008: Béthune sur Nil jako Eddy Malar
- 2011: Les hommes libres jako Francis
- 2011: Brassens, la mauvaise réputation (TV) jako Georges Brassens
- 2011: Nasz skrawek nieba (Notre paradis) jako Vassili
- 2015: La Fille du patron jako Marc